# At San Quentin
| 전문가 평가                   | 전문가 평가 |
| 평가 점수                     | 평가 점수   |
| 출처                          | 점수        |
| ----------------------------- | ----------- |
| AllMusic                      | [ 3 ]       |
| Blender (2000 edition)        | [ 4 ]       |
| Encyclopedia of Popular Music | [ 5 ]       |
| The Great Rock Discography    | 7/10        |
| Music Story                   | [ 5 ]       |
| MusicHound Country            | 4.5/5       |
| PopMatters (2006 edition)     | 10/10       |
| Q                             | [ 6 ]       |

《At San Quentin》은 미국의 싱어송라이터 조니 캐시의 서른한 번째 전체 음반으로, 1969년 2월 24일 샌 퀜틴 주립 교도소에서 라이브로 녹음되어 같은 해 6월 16일에 발매되었다. 이 콘서트는 그라나다 텔레비전에 의해 촬영되었고 마이클 달로가 제작하고 감독했다. 이 음반은 캐시의 라이브 교도소 컨셉트 시리즈 중 두 번째 음반으로, 또한 《At Folsom Prison》 (1968년), 《På Österåker》 (1973년), 그리고 《A Concert Behind Prison Walls》 (1976년)를 포함한다.
이 음반은 1969년 8월 12일 골드, 1986년 11월 21일 플래티넘과 더블 플래티넘, 2003년 3월 27일 미국 음반 산업 협회에 의해 트리플 플래티넘 인증을 받았다. 이 음반은 올해의 음반을 포함한 많은 그래미 어워드 후보에 올랐고 〈A Boy Named Sue〉로 최우수 남성 컨트리 보컬상을 수상했다.
다른 노래와 순서를 가진 몇 개의 음반이 있었다. 짐 마샬의 음반 커버 사진은 마셜 그랜트의 에피폰 뉴포트 베이스 기타가 전경에 실루엣으로 잘 나타나 있는 등 캐시의 상징적인 이미지로 여겨진다.

## 녹음
조니 캐시는 이전에 1968년 폴섬 주립 교도소에서 열린 콘서트를 녹음했었다. 이 콘서트는 영국을 위해 라이브 음반과 텔레비전 다큐멘터리로 녹음되었다. 오리지널 LP 발매 때, 곡 순서가 바뀌었고 아마도 공간적인 이유로 몇몇 곡들이 잘려나갔다. 하지만 LP판에는 시기적 제약이 있지만 두 곡 모두 샌 퀜틴(관객의 요청에 따라 앙코르를 하기로 합의한 캐시)의 연주가 담겨 있다. 어떤 노래들은 검열을 받았다. 2000년에 CD로 발매된 《At San Quentin (The Complete 1969 Concert)》의 타이틀에도 불구하고, 이 CD는 콘서트 전체를 편집하지 않은 상태로 포함하지 않고, 실제 세트리스트와 유사한 추가 트랙과 실행 순서를 특징으로 한다. 2010년, 이 음반은 선데이즈드 레코드에 의해 컬럼비아 오리지널 카탈로그 번호 LP 5362로 바이닐로 재발매되었다. 재발행된 선데이즈드 바이닐은 뒷면 커버에 바코드가 있고 선데이즈드 이슈임을 나타내는 것을 제외하고 오리지널 음반의 정확한 사본이다. 공연되었지만 수록되지 않은 곡들로는 〈Jackson〉과 〈Orange Blossom Special〉이 있다. 두 곡이 절반 정도 느려졌는데 (〈Starkville City Jail〉과 〈Blistered〉) 아마도 원래 기계의 테이프가 바뀌는 동안 다른 테이프 머신을 사용했기 때문일 것이다.
이것은 캐시의 오랜 리드 기타리스트와 몇 달 전에 사망한 테네시 투 설립자 루터 퍼킨스 없이 녹음된 첫 번째 음반이었다. 음반에서 캐시는 퍼킨스(여러 트랙에서 리드 기타리스트로 레코딩에 등장하는 칼 퍼킨스와는 관련이 없었다)에게 경의를 표하는 것으로 알려졌다.
〈San Quentin〉과 〈A Boy Named Sue〉이라는 두 곡이 공연 중 처음으로 무대에서 라이브로 공연된다. 전기 작가 로버트 힐번에 따르면, 비록 레코드에서 캐시가 앙코르를 청중의 요구에 의한 것처럼 보이기는 하지만 캐시가 〈San Quentin〉을 두 번 공연하기로 이미 결정했다고 한다. 힐번에 따르면, 캐시는 공연 중에 자발적으로 〈A Boy Named Sue〉를 공연하기로 결정했고 TV 제작진이나 그의 밴드 모두 그가 그것을 할 계획이라는 것을 알지 못했다.

## TV 특수 및 가운데 손가락 사진
영국의 그라나다 텔레비전의 한 제작진은 텔레비전으로 방송하기 위해 이 콘서트를 촬영했다. 2000년 컬럼비아/레거시가 발표한 콘서트의 확장판에서 캐시는 〈I Walk the Line〉의 공연에 앞서 무엇을 부르고 어디에 서 있어야 하는지 듣고 좌절감을 표현하는 것을 들었다. 카메라에 가운데 손가락 제스처를 취하는 화난 모습의 유명한 이미지는 공연에서 비롯되었다. 2000년 재발행의 그의 라이너 노트에서, 캐시는 그라나다의 영화 제작진이 관객에 대한 그의 시야를 가린 것에 대해 좌절감을 느꼈다고 설명한다. 제작진들이 "무대를 비워달라"는 그의 요청을 무시하자, 그는 제스처를 취했다.

## 곡 목록
| #  | 제목                     | 작사·작곡                                  | 재생 시간 |
| -- | ------------------------ | ------------------------------------------ | --------- |
| 1. | 〈Wanted Man〉           | 밥 딜런                                    | 3:24      |
| 2. | 〈Wreck of the Old 97〉  | 조니 캐시, 밥 존스턴, 노먼 블레이크 (편곡) | 2:17      |
| 3. | 〈I Walk the Line〉      | 캐시                                       | 3:13      |
| 4. | 〈Darling Companion〉    | 존 세바스찬                                | 6:10      |
| 5. | 〈Starkville City Jail〉 | 캐시                                       | 2:01      |

| #  | 제목                                              | 작사·작곡        | 재생 시간 |
| -- | ------------------------------------------------- | ---------------- | --------- |
| 1. | 〈San Quentin〉                                   | 캐시             | 4:07      |
| 2. | 〈San Quentin (관객의 요청에 따라 두 번째 연주)〉 | 캐시             | 3:13      |
| 3. | 〈A Boy Named Sue〉                               | 셸 실버스타인    | 3:53      |
| 4. | 〈Peace in the Valley〉                           | 토마스 A. 도로시 | 2:37      |
| 5. | 〈Folsom Prison Blues〉                           | 캐시             | 1:29      |

## 인증
| 국가                                                  | 인증        | 판매량/출하량 |
| ----------------------------------------------------- | ----------- | ------------- |
| 캐나다 (뮤직 캐나다)                                  | 플래티넘    | 100,000^      |
| 아일랜드 (IRMA)                                       | 골드        | 7,500^        |
| 스웨덴 (GLF)                                          | 플래티넘    | 130,000       |
| 영국 (BPI)                                            | 골드        | 100,000*      |
| 미국 (RIAA)                                           | 3× 플래티넘 | 3,000,000^    |
| *판매량을 기반으로 한 인증 ^출하량을 기반으로 한 인증 |             |               |